# Bloodrocuted
Bloodrocuted is een Belgische metalband, die de snelheid van thrashmetal combineert met de brutaliteit en agressiviteit van deathmetal.

## Geschiedenis
Bloodrocuted werd opgericht in een kelder in Brussel door Daan Swinnen en Bob Briessinck. Ze droomden ervan de wereld te veroveren met hun meedogenloze en agressieve kijk op thrashmetal. Na verloop van tijd sloten Jason Bond en Gaetan de Vos zich aan bij de band. Bloodrocuted begon met het opnemen van hun eerste album Doomed to annihilation.
Wat volgde was een lange reeks van shows in België, Duitsland en Nederland als voorprogramma van andere muziekgroepen.
In 2015 bracht Bloodrocuted hun volgende album Disaster strikes back uit. De verbreedde zijn horizon door het toevoegen van teutonic-thrash- en deathmetalelementen en blastbeats. Om dit album te promoten gingen ze met andere bands op tournee door Europa.
Niet lang na deze tournee verliet drummer Gaetan de Vos de band wegens andere interesses en Sander Vogt (alsook drummer van Deserter) kwam ervoor in de plaats. Bloodrocuted ging op tournee door het Verenigd Koninkrijk, speelde op het hoofdpodium van het Antwerp Metal Fest, in het voorprogramma van bands als Havok, Nervosa, Enthroned en Voivod en op het prestigieuze MetalDays-festival in Slovenië.
Na twee jaar intensief toeren en optreden besloten Briessinck en Vogt in 2016 de band te verlaten om hun grenzen te verkennen. Kort daarna werden Ben Van Peteghem en Dennis Wyffels in de band geïntroduceerd. Bloodrocuted begon met de opnamen voor hun derde album For the Dead Travel Fast, dat verscheen op 1 april 2017, gevolgd door een tournee met Nargaroth, Absu, Hate en Nekrodelirium voor het promoten van hun nieuwe album.

## Leden

### Huidige opstelling
- Daan Swinnen - zang en bas
- Jason Bond - slaggitaar en achtergrondzang
- Dennis Wyffels - gitaar en achtergrondzang
- Ben Van Peteghem - drums

### Oud-leden
- Bob Briessinck - gitaar en zang (2010-2016)
- Sander Vogt - drums (2015-2016)
- Gaëtan De Vos - drums (2012-2015)

## Discografie
| Album                    | Datum van verschijnen |
| ------------------------ | --------------------- |
| Doomed to annihilation   | 2013                  |
| Disaster strikes back    | 2015                  |
| For the dead travel fast | 2017                  |